# アレックス・ガルシア・メンドーサ
アレックス・ガルシア・メンドーサ（Alex Garcia Mendoza 1993年6月2日- ）はキューバ出身の柔道選手。階級は100kg超級。

## 人物
2009年の世界カデ90kg級で5位になると、2010年のユースオリンピックでは100kg級で5位となった。その後階級を100kg超級に上げると、2013年のパンナム選手権で3位になった。2015年にはパンナム選手権とパンアメリカン競技大会でそれぞれ3位に入った。2016年のリオデジャネイロオリンピックでは準々決勝で日本の原沢久喜に反則負けを喫すると、その後の3位決定戦でもイスラエルのオル・サッソンに指導2で敗れて5位にとどまった。2017年にはパンナム選手権で初優勝を飾った。世界選手権の100kg超級では3回戦でジョージアのグラム・ツシシビリに技ありで敗れるも、世界選手権(無差別)では準々決勝で日本の影浦心に反則負けするが、その後の3位決定戦で同じキューバの100kg級の選手であるアンディ・グランダから技あり2つを取って3位になった。

## 主な戦績
- 2009年 - 世界カデ　5位（90kg級）
- 2010年 - ユースオリンピック　5位（100kg級）
- 2013年 - パンナム選手権　3位
- 2015年 - パンナム選手権　3位
- 2015年 - パンアメリカン競技大会　3位
- 2016年 - グランプリ・ハバナ　3位
- 2016年 - パンナム選手権　3位
- 2016年 - リオデジャネイロオリンピック　5位
- 2017年 - ベルギー国際　優勝
- 2017年 - パンナム選手権　優勝
- 2017年 - グランプリ・カンクン　2位
- 2017年 -　世界選手権(無差別)　3位
- 2017年 -　ワールドマスターズ　3位

(出典、JudoInside.com)